# Municipio de Geneva (Minnesota)
El municipio de Geneva (en inglés: Geneva Township) es un municipio ubicado en el condado de Freeborn en el estado estadounidense de Minnesota. En el año 2010 tenía una población de 421 habitantes y una densidad poblacional de 4,57 personas por km².

## Geografía
El municipio de Geneva se encuentra ubicado en las coordenadas 43°48′41″N 93°13′10″O / 43.81139, -93.21944. Según la Oficina del Censo de los Estados Unidos, el municipio tiene una superficie total de 92.06 km², de la cual 85,66 km² corresponden a tierra firme y (6,95 %) 6,4 km² es agua.

## Demografía
Según el censo de 2010, había 421 personas residiendo en el municipio de Geneva. La densidad de población era de 4,57 hab./km². De los 421 habitantes, el municipio de Geneva estaba compuesto por el 96,91 % blancos, el 0,24 % eran afroamericanos, el 0,24 % eran amerindios, el 0,24 % eran asiáticos, el 1,9 % eran de otras razas y el 0,48 % eran de una mezcla de razas. Del total de la población el 3,09 % eran hispanos o latinos de cualquier raza.